# 지품면
지품면(知品面)은 대한민국 경상북도 영덕군의 면이다. 넓이는 150.27km2이고, 인구는 2012년 기준으로 2,428명이다.

## 변천 과정
- 1914년 부군면 통폐합, 북면에서 18개 동으로 개편하면서 면명을 지품면으로 승격.
- 1974년 7월 10일 군조례 제270호에 의하여 원전리 286-1번지에 원전출장소가 설치됨.
- 1988년 5월 1일 군조례 제972호에 의해 동을 리로 개칭
- 1989년 1월 1일 군조례 제1021호에 의하여 오천리 일부를 분리하여 신애리를 신설.

## 행정 구역
- 기사리
- 낙평리
- 눌곡리
- 도계리
- 복곡리
- 삼화리
- 수암리
- 신안리
- 신양리
- 신애리
- 속곡리
- 송천리
- 오천리
- 용덕리
- 옥류리
- 원전리
- 율전리
- 지품리
- 황장리

## 교육 기관
- 지품초등학교
- 원전초등학교 (폐교) - 지품면 원전리 295-2
- 지품중학교